# Lasse Hjortnæs
Lasse Hjortnæs (Copenhague, 15 de octubre de 1960) es un deportista danés que compitió en vela en las clases Laser y Finn.
Ganó cinco medallas en el Campeonato Mundial de Finn entre los años 1981 y 1987, y cuatro medallas en el Campeonato Europeo de Finn entre los años 1981 y 1985. También obtuvo una medalla de oro en el Campeonato Mundial de Laser de 1979 y una medalla de oro en el Campeonato Europeo de Laser de 1977.
Participó en cuatro Juegos Olímpicos de Verano, entre los años 1980 y 2000, ocupando el quinto lugar en Seúl 1988 en la clase Finn.

## Palmarés internacional
| Campeonato Mundial | Campeonato Mundial       | Campeonato Mundial | Campeonato Mundial |
| Año                | Lugar                    | Medalla            | Clase              |
| ------------------ | ------------------------ | ------------------ | ------------------ |
| 1979               | Perth (Australia)        | Medalla de oro     | Laser              |
| Campeonato Europeo |                          |                    |                    |
| Año                | Lugar                    | Medalla            | Clase              |
| 1977               | Enkhuizen (Países Bajos) | Medalla de oro     | Laser              |

| Campeonato Mundial | Campeonato Mundial        | Campeonato Mundial | Campeonato Mundial |
| Año                | Lugar                     | Medalla            | Clase              |
| ------------------ | ------------------------- | ------------------ | ------------------ |
| 1981               | Grömitz (RFA)             | Medalla de plata   | Finn               |
| 1982               | Medemblik (Países Bajos)  | Medalla de oro     | Finn               |
| 1984               | Anzio (Italia)            | Medalla de oro     | Finn               |
| 1985               | Marstrand (Suecia)        | Medalla de oro     | Finn               |
| 1987               | Kiel (RFA)                | Medalla de plata   | Finn               |
| Campeonato Europeo |                           |                    |                    |
| Año                | Lugar                     | Medalla            | Clase              |
| 1981               | Atenas (Grecia)           | Medalla de oro     | Finn               |
| 1982               | El Masnou (España)        | Medalla de oro     | Finn               |
| 1983               | Neusiedl am See (Austria) | Medalla de bronce  | Finn               |
| 1985               | Atenas (Grecia)           | Medalla de oro     | Finn               |